# 郡上市立北濃小学校
郡上市立北濃小学校 （ぐじょうしりつ ほくのうしょうがっこう）は、岐阜県郡上市にある公立小学校。

## 通学区域
- 通学区域は白鳥町前谷、白鳥町歩岐島、白鳥町干田野、白鳥町長滝、白鳥町二日町である。公立中学校の進学先は郡上市立白鳥中学校である[1]。

## 沿革
- 1873年（明治6年） - 
  - 二日町村に鮎走学校[注釈 1]の支校の明巷学校が開校。校区は二日町村、向小駄良村。
- 1893年（明治26年） - 二日町尋常小学校に改称する。校区は二日町村、向小駄良村。
- 1897年（明治30年）4月1日 - 前谷村、歩岐島村、長滝村、二日町村、向小駄良村が合併し、北濃村が発足。
- 1898年（明治31年） - 向小駄良簡易科小学校を統合する。旧・向小駄良簡易科小学校は向小駄良簡分教場となる。
- 1899年（明治32年） - 長滝地区が歩岐島尋常小学校校区から二日町尋常小学校校区に変更される。
- 1908年（明治41年） - 二日町尋常小学校、歩岐島尋常小学校が統合され、北濃尋常小学校となる。校舎は旧・二日町尋常小学校を使用し、歩岐島に第一分教場を設置。
- 1915年（大正4年） - 校舎を新築する。
- 1941年（昭和16年）4月1日 - 北濃国民学校に改称する。
- 1947年（昭和22年）4月1日 - 北濃村立北濃小学校に改称する。
- 1955年（昭和30年）1月 - 干田野冬季分校を設置する。
- 1956年（昭和31年）4月1日 - 白鳥町、牛道村、北濃村が合併し、白鳥町が発足。同時に白鳥町立北濃小学校に改称する。
- 1960年（昭和35年）3月 - 第二分校が白鳥小学校に統廃合される。
- 1981年（昭和56年） - 新校舎、屋内運動場が完成する。
- 1982年（昭和57年） - 第一分校、干田野分校を廃止。
- 2002年（平成14年） - 校舎の大規模改修が行われ、校舎内が木質化される。
- 2004年（平成16年）3月1日 - 八幡町、大和町、白鳥町、高鷲村、美並村、和良村、明宝村が合併し、郡上市が発足。同時に郡上市立北濃小学校に改称する。